# Bogue (Kansas)
Bogue – miasto położone w Hrabstwie Graham. Liczba ludności w 2000 roku wynosiła 179.